# 오피스온
오피스온은 주식회사 새움소프트(Saeum Soft Co., Ltd)에서 만든 그룹웨어 솔루션이다. 다법인/대기업을 위한 고객사와 연동하는 구축형 그룹웨어 솔루션이다.
오피스온과 오피스워크는 같은 솔루션으로 구축형인지(오피스온) 아니면 클라우드 임대형인지(오피스워크)의 차이가 있다.

## 기능
- 메일
- 주소록
- 캘린더
- 전자결재
- 커뮤니티
- 파일 드라이브
- 메신저
- 멀티 포탈
- 설문
- 근태

## 사양
모든 서버(Linux, Unix, Window)에 설치, 모든 장치(PC, Android, 애플(IOS))에서 사용,
모든 브라우저(익스플로러, 파이어폭스, 사파리등)에서 자유로운 Java기반 오피스온.
| 구분                         | 사양                                              | 비고          |
| ---------------------------- | ------------------------------------------------- | ------------- |
| 서버                         | IBM, HP, Sun, Dell Server                         | -             |
| OS                           | 모든 OS호환 Linux, Unix(IBM, HP, Sun), Window계열 | 권장 : Linux  |
| WAS (Web Application Server) | 모든 WAS 호환 Tomcat, WebLogic, Jeus, WebSphere   | 권장 : Tomcat |
| DB                           | Mysql, Oracle                                     | 권장 : Mysql  |
| Language                     | JAVA, JSP, Jquery, Ajax, 표준HTML/CSS             | -             |

1. 서비스는 JAVA/Spring으로 개발되어, 모든 OS(Unix, Linux, Window Server)에서 설치되며, 동작한다.
2. 화면은 JSP/Ajax/Jquery으로 개발되어, 모든 브라우저(Explorer, Safari, Chrome 등)에서 동작한다.
3. Active-X, Flash등의 별도의 설치가 필요없는 웹표준을 준수한다.